# 司馬子如
司馬子如（494年—553年1月24日），名遵业，字子如，以字行，河內郡温县（今河南温县）人，自称是西晋司空、南阳王司马模的八世孫，司马模的世子司马保在战乱中逃奔凉州，北魏平定姑臧后，家族被迁徙到云中，北魏鲁阳太守司马兴龙之子。

## 生平
司马子如小时有口才，喜欢交游豪杰。早年為懷朔鎮省事，北州淪陷後，子如南奔肆州（今山西忻縣），為爾朱榮所禮遇，封平遙子，後來又投靠高歡。高欢的世子高澄与高欢的小妾通奸，高欢大怒，要废掉高澄的世子之位，司马子如在中间斡旋，告知其子司馬消難亦淫亂其妾，以為家醜不宜外揚。
後來高澄理政，司馬子如、高岳、高隆之、孫騰等四人權傾朝野，時人號為“四貴”。高澄知其弊，起用漢族士人崔季舒為中書侍郎，崔暹為御史中尉，授意以贪污的名义弹劾司马子如，子如被囚禁，一夜白髮，獄中陳詞說：“司馬子如從夏州策杖投相王，王給露車一乘，豢牸牛犢，犢在道死，唯豢角存，此外皆取之於人。”
高欢见他面容憔悴，亲自把他头上的虱子去除，赐酒百瓶，羊五百只。起用为冀州刺史。文宣帝高洋接受东魏孝静帝的禅让，即皇帝位。子如以功封须昌县公，後真除司空。司马子如因崔暹曾纠劾他，劝高洋诛杀他们，高洋拒絕。很久以後文宣帝以其為先帝的旧臣故交，再起用為太尉。天保三年十二月廿五日去世（553年1月24日），虚岁六十，贈怀州刺史，谥曰文明。

## 延伸阅读
[在维基数据编辑]
 《北齊書/卷18》，出自李百药《北齊書》
 《北史·卷054》，出自李延壽《北史》